# Veľká Lehota
Veľká Lehota es un municipio del distrito de Žarnovica en la región de Banská Bystrica, Eslovaquia, con una población estimada a final del año 2024 de 1009 habitantes.
Se encuentra ubicado al noroeste de la región, en el valle del río Hron —un afluente izquierdo del Danubio— y cerca de la frontera con las regiones de Nitra y Trenčín.

## Demografía
| Año        | 1994 | 2004    | 2014    | 2024     |
| ---------- | ---- | ------- | ------- | -------- |
| Población  | 1296 | 1253    | 1139    | 1009     |
| Diferencia |      | −3,31 % | −9,09 % | −11,41 % |

| Año        | 2023 | 2024    |
| ---------- | ---- | ------- |
| Población  | 1018 | 1009    |
| Diferencia |      | −0,88 % |